# Подлёдный вулкан

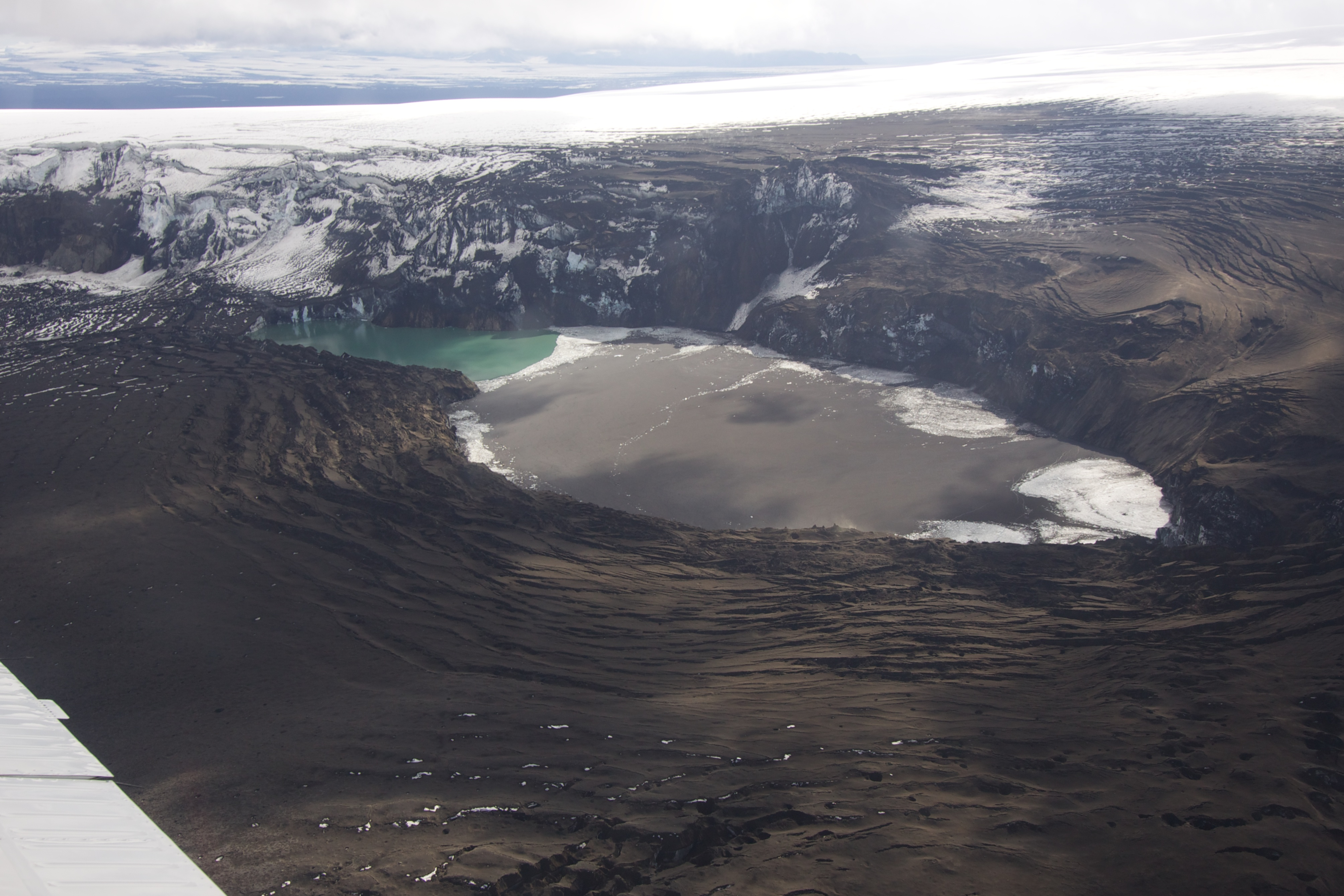
Подлёдный вулкан Гримсвётн в августе 2011 г. После извержения пепел покрывает окружающий ледник, на дне кальдеры — геотермальное озеро.

Подлёдный вулкан — вулкан, который находится в пределах ледяной шапки или ледяного щита, в результате чего его вулканическая постройка (конус, жерло, кратер или кальдера) находится ниже уровня окружающего ледника. Данный тип вулканов весьма редок, так как приурочен исключительно к регионам, которые были покрыты ледниками и в то же время имели или имеют активный вулканизм. В спящем состоянии такие вулканы могут быть не различимы на окружающей местности, потому как полностью покрыты льдом.

## Характеристика

Схема подледникового извержения. 1. Облако водяного пара; 2. Подлёдное озеро; 3. Ледник; 4. Слои лавы и пепла; 5. Слой осадочной породы; 6. Подушечная лава; 7. Магматический канал; 8. Магматический очаг; 9. Магматическая интрузия

Подлёдный вулкан образуется при извержениях под поверхность ледника или ледового щита, при этом поступающие из трещин земной коры горячая лава и вулканические газы протапливают себе путь в толще льда. Лёд и образующаяся вода быстро охлаждают лаву, в результате чего она застывает в виде подушковидных тел. При разрушении подушечной лавы образуются различные брекчии, в том числе туфовая брекчия и гиалокластит.
Вода, образующаяся при таянии льда при извержениях подлёдных вулканов, обычно скапливается между ледником и скальной основой и может внезапно прорваться на поверхность образуя йёукюльхлёйп — сильный потоковый прорывной паводок. Подобное произошло в Исландии в 1996 году при извержении подлёдного вулкана Гримсвётн, когда вырывающийся из-под ледника поток с расходом воды 50000 м³/с и высотой до 4 м, нёс обломки льда весом до 5000 тонн и произвел катастрофические разрушения.
Форма подлёдных вулканов, как правило, довольно характерна и необычна, с уплощенной вершиной и крутыми склонами, которые удерживаются от обрушения давлением окружающего льда и талой воды. Если вулкан в конечном итоге полностью протопит ледяной слой, то откладываются горизонтальные потоки лавы, и вершина вулкана принимает почти ровную форму. Однако, если после отступления ледника извергнется большое количество лавы, то вулкан может принять более обычную форму, как большинство древних подлёдных вулканов в Канаде. Подлёдные вулканы с ровной плоской вершиной и крутыми склонами называются туйями, в честь подлёдного вулкана Туйя в северной Британской Колумбии, описанного канадским геологом Билл Мэтьюз в 1947 году.
От подлёдных вулканов следует отличать обычные вулканы в высокогорных регионах, которые покрыты ледовой шапкой только в районе вершины, например различные вулканы Анд и Камчатки, а также вулкан Фудзияма. Данные типы вулканов различаются своим геологическим строением. Подлёдные вулканы состоят из подушечной лавы, палагонита и гиалокластита, а покрытые льдом обычные вулканы состоят из чередующихся слоев лавы и пепла, или же из риолита, как в случае с вулканом Торвайёкюдль.

## Распространение

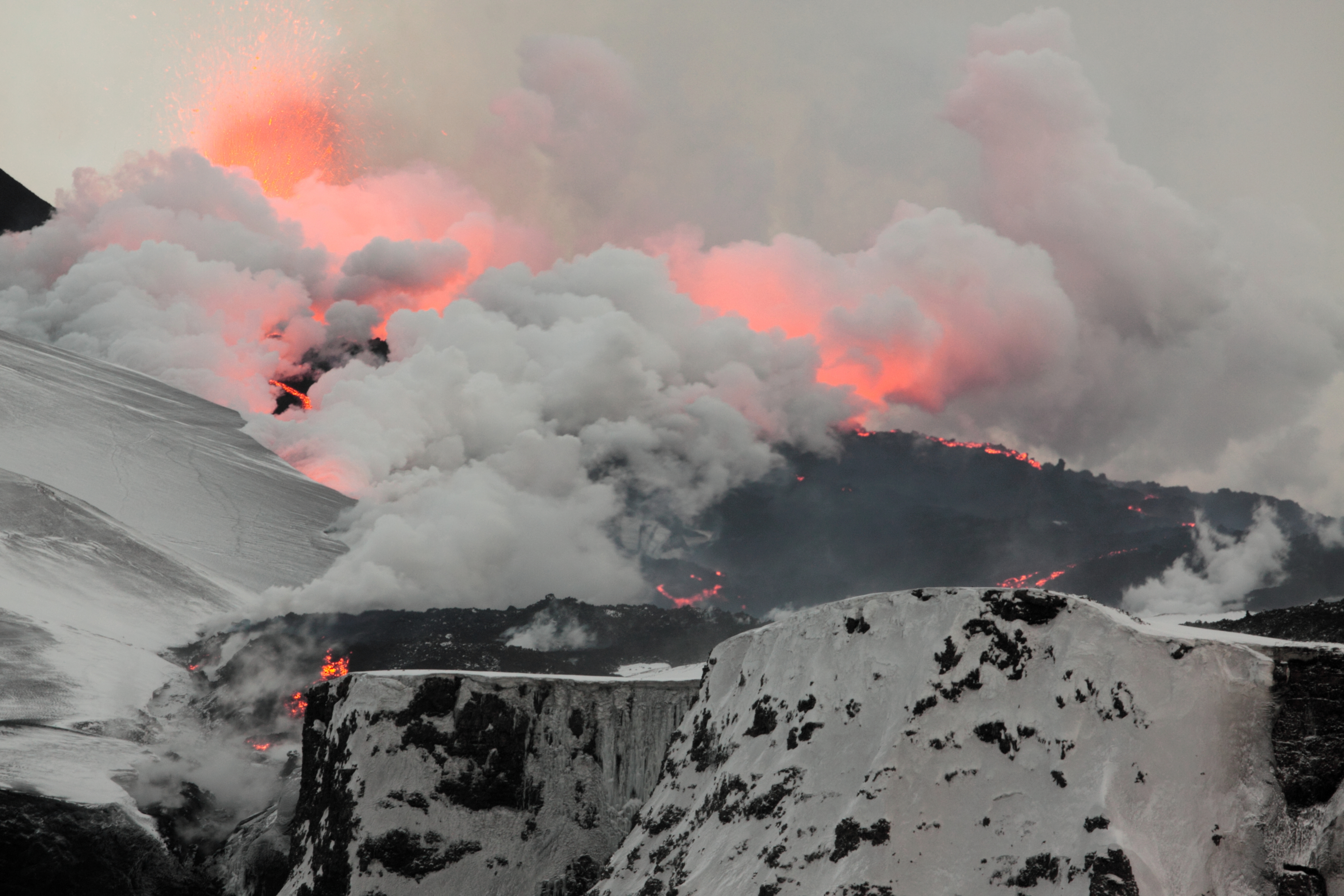
Извержение подлёдного вулкана Эйяфьядлайёкюдль

Районы с особенно большим количеством подледниковых вулканов находятся в полярных регионах, особенно на острове Исландия, Аляске и Антарктиде. Древние подлёдные вулканы, давно вышедшие на поверхность из-под ледникового щита, встречаются также в Британской Колумбии и Юконе в Канаде.
Самые известные подлёдные вулканы находятся в Исландии. Это Гримсвётн и Эрайвайёкюдль, покрытые огромным ледниковым куполом Ватнайёкюдля, вулкан под ледником Эйяфьядлайёкюдль и Катла, под Мирдальсйёкюдль.